# 监护 (美国)
监护（英語：conservatorship）是美国法律中的一个概念，指法官指定一名监护人或保护人，负责管理另一个人的财务或日常生活。负责监护的人称为“监护人”（conservator），接受监护的人则称为“被监护人”（conservatee）。被监护人通常由于年老或身体、精神等原因而无法管理自己的财务或照料自己的日常生活。
监护人可以只拥有对个人财产的监护权 ，但也可能拥有对个人人身的监护权。前者仅管理被监护人的财务 ，而后者则包括负责被监护人的日常活动，包括医疗护理、生活安排等。后者通常也被称为“法定监护人”（legal guardian）。
除自然人外，监护权的概念也被用于法人团体或组织。例如在2008年次贷危机中美国政府宣布接管房利美和房地美，将两家公司置于联邦住房金融局的监护之下。

## 伸延閱讀
- Goldoftas, Lisa; Hendrickson, Elizabeth A.  4th. Berkeley, CA: Nolo Press. 2002. ISBN 978-0873377959. OCLC 48892898.